# Xot de les Sula
El xot de les Sula (Otus sulaensis) és una espècie d'ocell de la família dels estrígids (Strigidae). Habita la selva humida de les illes Sula, a l'est de Sulawesi. El seu estat de conservació es considera gairebé amenaçat.